# Роджерс, Джон (материаловед)
Джон Роджерс (John A. Rogers; род. 24 августа 1967, Ролла, Миссури) — американский учёный-материаловед.
Член Национальных Академии наук (2015) и Инженерной академии (2011) США, доктор философии (1995), профессор Северо-Западного университета (с 2016), перед чем работал в Иллинойсском университете в Урбане-Шампейне.

## Биография
В 1989 году окончил Техасский университет в Остине с бакалаврскими степенями по химии и физике. В MIT в 1992 году получил магистерские степени по физике и химии, а также в 1995 году — степень доктора философии по физической химии. В 1995—1997 годах младший фелло Harvard Society of Fellows. В те же годы основал компанию Active Impulse Systems и являлся её директором.
В 1997 году поступил в штат Bell Laboratories, заведовал там департаментом в 2000—2002 годах. В 2003—2016 годах в штате Иллинойсского университета в Урбане-Шампейне, занимал там должность Swanlund Chair. С 2016 года профессор Северо-Западного университета, именной профессор (Louis Simpson and Kimberly Querrey Professor).
Член Американской академии искусств и наук (2014), фелло IEEE (2009), Американского физического общества (2006), MRS (2007) и Американской ассоциации содействия развитию науки (2008), а также Национальной академии изобретателей США (2013).
Автор более 650 работ.

## Награды и отличия
- Стипендия Мак-Артура (2009)
- Lemelson–MIT Prize (2011)
- Eringen Medal[англ.] (2014)
- ETH Zurich Chemical Engineering Medal (2015)
- Nadai Medal[нем.] (2017)
- MRS Medal (2018)
- Медаль Бенджамина Франклина (2019)[3]
- James Prize in Science and Technology Integration, НАН США (2022)
- Премия Уильяма Проктера за научные достижения (2023)

Почётный доктор EPFL. Почётный профессор Фуданьского университета и др.